# 乔丹·西布赖特
喬丹·西布赖特（英語：Jordan Seabright，1994年5月1日—）是一名英格蘭足球運動員，司職守門員。

## 球員生涯
西布赖特最初在普爾城和伯恩茅斯學師，2012年8月與达根汉姆簽下一年職業合約。2012年11月3日他在首次在職業聯賽上場，他在半場入補，該英格蘭足總盃比賽球隊以4-0不敵他前度球會伯恩茅斯。首次代表球隊在聯賽上場是3月對弗利特伍德镇，同樣是半場換上。兩星期後他對埃克塞特城的賽事，他終於能夠踢滿全場，球隊以1-0小勝，而他個人並錄得首次不失球紀錄。西布赖特在2014年7月2日與降級到全國聯的托奎联簽約一年，並在足總盃第四輪資格賽首次上場。不現良好的他在下場比賽對京达米士特能夠繼續上場比賽。
2015年2月，西布赖特對自己職業前景不樂觀，宣佈決定結束自己足球員生涯，轉行為汽車銷售員。可是後來他重返球場加盟業餘球會普爾城。

## 外部連結
- 足球数据库：乔丹·西布赖特的球员统计数据
- Poole Stats at Poole Town